# Olbersleben
Olbersleben település Németországban, azon belül Türingiában. Lakosainak száma 711 fő (2017. december 31.). Olbersleben Ostramondra, Ellersleben és Guthmannshausen községekkel határos.

## Népesség
A település népességének változása:

| 2017 | 711 |